# Mettingen (Nadrenia Północna-Westfalia)
Mettingen – miejscowość i gmina położona w Niemczech, w kraju związkowym Nadrenia Północna-Westfalia, w rejencji Münster, w powiecie Steinfurt, w pobliżu granicy z Dolną Saksonią.

## Historia
Oficjalnie Mettingen istnieje już od XI wieku. Od czasów, gdy tereny te należały do Napoleona (1808–1813), administracyjnie przynależy do Westfalii. Do XIX wieku ludność żyła z rolnictwa i handlu lnem, potem rozwinęły się rzemiosło i handel. Powstała również istniejąca do dziś kopalnia węgla Preussag. W połowie XX wieku Mettingen silnie się rozbudowało, co spowodowało podwojenie się liczby ludności w ciągu zaledwie 50 lat. W 1976 roku nastąpiła modernizacja gminy – zainwestowano w obiekty przyczyniające się do jej turystycznej atrakcyjności, a inne (np. stara gorzelnia) zostały zburzone i wybudowane poza gminą.